# Каменный Брод (Северо-Казахстанская область)
Каменный Брод (каз. Каменный Брод) — село в Айыртауском районе Северо-Казахстанской области Казахстана.  Код КАТО — 593251300.

## Географическое положение
Находится примерно в 33 км к юго-западу от села Саумалколь административного центра района, между сопками Дукуль и Туяк также между речкой Караменды и Сухой речкой,  на высоте 252 метров над уровнем моря. Код КАТО — 593251300.

## Население
В 1999 году население села составляло 831 человека (405 мужчин и 426 женщин). По данным переписи 2009 года, в селе проживало 657 человек (322 мужчины и 335 женщин).
История
```
В начале XX века в результате жестокой эксплуатации, нищеты и голода, крестьяне центральной России и Украины стали уходить со своих мест. Уходили целыми семьями на пустующие степные просторы нашего Северного Казахстана. Так в 1905 году появились переселенцы из Харьковской и Полтавской губернии, поселились на совершенно пустом месте у реки напротив камня, который сейчас носит название Высокий камень.
```

Началась коллективизация, зажиточные люди не хотели вступать в колхоз добровольно, закупали сельхозтехнику. В 1934 г. Колхоз назывался "Гроза буржуазии".
В 1957 году произошло укрепление колхоза, в него вошло село Сарсай.
В 1961 г. Колхоз стал совхозом.
До 1963 г. Каменный Брод является отделением зерносовхозом.
В 1963 г. образовался новый совхоз «Кутузовский»: в совхоз входил Каменный Брод, Карловка, Петропавловка, Ляленко и Сарсай.
В 1946 г. была открыта изба-читальня на общественных началах. Заведовал избой-читальней Шульга Б.Г., затем заведовал Иргибаев С.И.
В 1973 г. началось строительство памятников участникам ВОВ.
В 1974 г. был заложен Парк вокруг памятников.